# Bauhinia macrostachya
Bauhinia macrostachya är en ärtväxtart. Bauhinia macrostachya ingår i släktet Bauhinia och familjen ärtväxter.

## Underarter
Arten delas in i följande underarter:
- B. m. macrostachya
- B. m. obtusifolia
- B. m. parvifolia
- B. m. tenuifolia